# Defiance (videogioco)
Defiance è un videogioco MMORPG sparatutto in terza persona pubblicato nel 2013 dalla Trion Worlds.
Prodotto parallelamente all'omonima serie televisiva, con cui condivide lo stesso universo fittizio e la cui trama è direttamente intrecciata, Defiance è ambientato in un mondo postapocalittico in cui gli esseri umani convivono sulla Terra insieme a diverse altre razze aliene.
Il 24 Febbraio 2021 viene annunciata la chiusura definitiva del videogioco, avvenuta il 29 aprile dello stesso anno alle ore 11 (Cest).
Dopo la chiusura del gioco lo sviluppatore indipendente Zovix cominciò a sviluppare un remake indipendente del titolo fino all' 11 marzo 2025, data in cui Fawkes annuncia di aver acquisito i diritti del titolo fissando la data del rilancio ufficiale del gioco il 18 aprile dello stesso anno.

## Trama
Il gioco è ambientato nella San Francisco Bay Area, trentatré anni dopo l'arrivo sulla Terra di sette diverse razze aliene, provenienti da un lontano sistema solare andato distrutto, le quali furono coinvolte in una violenta guerra con gli umani, che si erano rifiutati di accoglierle. Le potenti tecnologie usate dagli alieni sconvolsero la superficie terrestre, dando origine a processi di terraformazione. Dopo anni di battaglia, venne raggiunta un'intesa per un cessate il fuoco. Nel presente, le sette razze aliene convivono tra di loro e con gli umani, anche se non del tutto pacificamente. I giocatori sono arruolati come ark hunter da Karl Von Bach, CEO delle Von Bach Industries, allo scopo di andare alla ricerca di preziose tecnologie aliene nelle navicelle che occasionalmente cadono al suolo dall'orbita terrestre, nella quale erano state abbondonate poiché erano state danneggiate. I giocatori possono anche intraprendere missioni extra per guadagnare soldi o sfidare altri ark hunter.

### Personaggi
- Karl Von Bach, CEO delle Von Bach Industries, è l'uomo che assume i videogiocatori per esplorare la San Francisco Bay Area.
- Varus Soleptor è un uomo d'affari molto benestante facente parte della razza Liberata.
- Torc Mok è un ex soldato facente parte dei Sensoth.
- Rosa Rodriguez è una brillante scienziata che lavora per la Top-Notch Toolworks.
- Cass Ducar, Irathient, è un ark hunter.
- Eren Niden, Indogene, è un biotecnico che lavora con Rosa.
- Jon Cooper è lo sceriffo.
- Joshua Nolan è un ex soldato ed ex ark hunter.
- Irisa Nyira è una Irathient e figlia adottiva di Nolan.
- Ara Shondu è un personaggio politico strettamente coinvolto nelle vicende della storia.
- Nim Shondu è il fratello di Ara. Nemico principale del gioco, si pensava fosse morto durante l'esplosione dovuta ai fenomeni di terraformazione che posero fine alla guerra, ma in realtà sopravvisse e il suo nuovo scopo è quello di liberare completamente l'area dagli umani, ridando vita alla terraformazione e permettendo così alla razza Voltan di vivere in totale indipendenza.

## Modalità di gioco

### Arkfall
Tra gli elementi principali del gioco vi sono gli arkfall, eventi dinamici che consistono nella caduta al suolo di navicelle aliene rimaste abbandonate nell'orbita terrestre. Tali navicelle, ricche di varie tecnologie aliene, alcune delle quali molto potenti e preziose, sono un'attrattiva non solo per decine di ark hunter, ma anche pericolose creature aliene.

### Personalizzazione dei personaggi
A differenza di altri MMO, Defiance non ha classi di giocatori, che si suddividono solo in base all'"originale" scelta. L'origine non limita in alcun modo le abilità, le armi o i vestiari che si possono acquistare.
Per quanto riguarda l'aspetto fisico, i giocatori possono scegliere se essere umani o Irathient; per poi essere in grado di personalizzare il proprio corpo, cambiando acconciatura, vestiti o tatuaggi.
Le armi disponibili sono molto varie e personalizzabili, mentre i personaggi impersonati dai giocatori sono dotati di un EGO (Environmental Guardian Online), un impianto neuro-muscolare sviluppato dalla Von Bach Industries. L'impianto aiuta i giocatori nell'esplorare la San Francisco Bay Area e ad accedere a particolari abilità. Per i giocatori sono disponibili anche bonus e personalizzazioni extra sbloccabili attraverso appositi codici, denominati "arkfall code", nascosti in blog e video ufficiali.

## Chiusura dei server e Remake
Dopo la chiusura dei server lo sviluppatore indipendente francese Zovix cominciò a lavorare ad un remake indipendente del gioco dopo aver avuto il via libera dalla stessa Gamigo, azienda detentrice dei diritti sul gioco dopo l'acquisizione di Trion Worlds. Gli aggiornamenti sullo sviluppo del remake vennero diffusi prevalentemente su Discord e sul canale Youtube Project Defiance attirando l'attenzione degli ex giocatori senza però diffondere comunicazioni ufficiali ai media e alla stampa (in Italia fu pubblicato un solo articolo sul sito gamesonic.it del magazine Uagna da Andrea Modellato nell'agosto 2023).
Il 10 marzo 2025 Zovix comunica tramite Discord di essere venuto a conoscenza di una compagnia che avrebbe ottenuto i diritti per rilanciare una versione ufficiale del gioco e il giorno seguente l'azienda videoludica Fawkes confermerà la notizia annunciando inoltre la data di rilascio ufficiale del remake fissata per il 18 aprile dello stesso anno.